# Џенет
Џенет (тур. cennet ← арап. جنّة; досл. "перивој, врт") је исламски назив за рај. Визија џенета мало се разликује од визије раја у хршћанству и јудаизму.

## Дефиниција
Џехенем је пребивалиште грешника и место патње на којем се налазе различити демони и ђаволи. Ислам џехенем види као ужарено место које је подељено на више нивоа, а на којем ће нивоу душа завршити зависи од лоших дела почињених у животу, односно од тежине греха.
Ако појам џенет посматрамо са етимолошке стране, видећемо да он такође потиче из арапског језика, прецизније од речи جنّة, што у дословном преводу значи врт или башта. Џенет је арапски израз за рај. Исламска вера учи да је џенет место изван Земље, те да је живот у њему духовне природе, односно бестелесни.
Треба истаћи да муслимани и хришћани имају различита виђења разлога уласка у Рај. По муслиманима, човек ће током тзв. Судњег дана у Рају доживљавати и духовне и телесне ужитке, јер на тај дан ће му се састати тело и дух.

## У Курану
Џенет се спомиње на много места у Кур'ану. Неки од тих описа су:
"И настојте да заслужите опрост Господара свога и џенет простран као небеса и Земља, припремљен за оне који се Алаха боје."
"А оне који се Господара свога боје чекају одаје, све једне изнад других саграђене, испред којих ће реке тећи...."
"А они који су се Алаха бојали, они ће на сигурном месту бити, усред вртова и извора, у дибу и кадифу обучени и једни према другима. Ето, тако ће бити и Ми ћемо их хуријама, крупних очију, женити. У њима ће моћи, сигурно, коју хоће врсту воћа тражити; у њима, послије оне прве смрти, смрт више неће окусити и Он ће их патње у огњу сачувати, благодат ће то од Господара твога бити; то ће, заиста, бити успех велики!"
"А џенет ће бити примакнут честитима, неће бити ни од једног далеко: "Ово је оно што вам је обећано, свакоме ономе који се кајао и чувао, који се Милостивога бојао, иако Га није видио, и који је срце одано донео. Уђите у њега, у миру, ово је Дан вечни!" У њему ће имати што год зажеле - а од нас и више."
"Зар је џенет, који је обећан онима који се Алаха боје - у коме су реке од воде неустајале и реке од млека непромењена укуса, и реке од вина, пријатна онима који пију, и реке од меда процеђеног и где има воћа сваковрсног и опроста од Господара њихова..."
"А оне који верују и добра дела чине обрадуј џенетским вртовима кроз које ће реке тећи; сваки пут када им се из њих да какав плод, они ће рећи: „Ово смо и пре јели", - а биће им давани само њима слични. У њима ће чисте жене имати, и у њима ће вечно боравити."
"Они који су у ајете Наше веровали и послушни били - уђите у џенет, ви и жене ваше, радосни! 'Они ће бити служени из посуда и чаша од злата. У њему ће бити све што душе зажеле и чиме се очи наслађују, и у њему ћете вјечно боравити. „Ето, то је џенет који вам је дарован као награда за оно што сте радили, у њему ћете сваковрсног воћа имати од којег ћете неко јести."

## Разлози уласка у џенет
Кур'ански ајети који говоре о уласку људи у Џенет, скоро сваки пута кажу да ће то бити "они који верују и чине добра дела". Исламски учењаци су сложни да "они који верују" значи они који верују у 6 иманских шарта, (6 вјерских услова), а то су :
- Веровање у Алаха (монотеизам)
- Веровање у Мелеке (Анђеле)
- Веровање у свете књиге
- Веровање у све Посланике
- Веровање у Судњи дан
- Веровање у судбину (Да је све Божја одредба)

Након веровања наводи се "они који чине добра дела". Концепт доброчинства је широк у Исламу, па се у класичном исламском дјелу "Тридесет узрока уласка у џенет" од арапског учењака Дар ибнул Мубарека, наводи да су то :
"Лепо понашање, остављање препирке, остављање лажи па макар и у шали, одлазак на заједничку молитву, много сеџди, ширење Селама, храњење гладних, одржавање родбинских веза, Намаз ноћу, испуњавање обећања, извршавање обавеза, чување стидних места, обарање погледа од онога што је забрањено, чување руку од забрањених ствари, издржавање сирочета, опрост дуга ономе коме је тешко да га врати и друга дела."

## Виђење Алаха у џенету
Већина Исламских учењака се слаже да ће верници видети Бога у Рају, и за то наводе Хадис од Посланика у коме се каже:
"Џерир ибн Абдулах приповеда:"када смо једне ноћи седили са Аллаховим послаником, он погледа у пун месец и рече: "Ви ћете видети вашег Господара јасно као што видите овај Месец, а гледајући у Њега, нећете осетити тегобу"
„О робови Моји, за вас данас страха неће бити, нити ћете и за чим туговати; они који су у Наше ајете веровали и послушни били - уђите у џенет, ви и ваше жене,радосни!

Они ће бити служени из посуђа и чаша од злата, у њему ће бити све што душе зажеле и чиме се очи наслађују и у њему ћете вечно боравити. Ето то је џенет који вам је дарован као награда за оно што сте радили..“